# 呂興施塔特湖

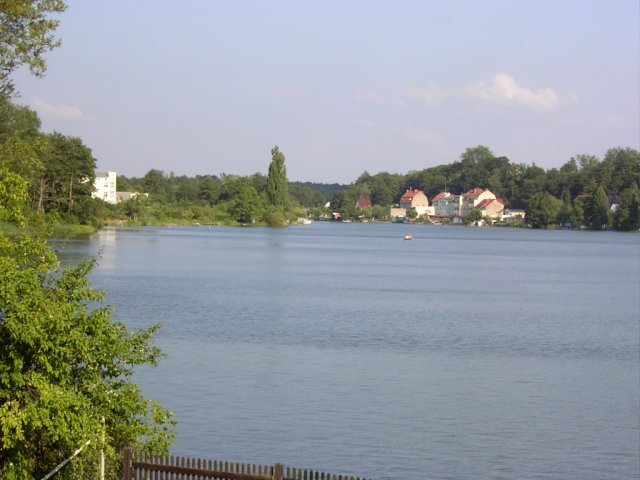

53°12′30.60″N 13°18′33.30″E / 53.2085000°N 13.3092500°E
呂興施塔特湖（德語：Lychener Stadtsee），是德國的湖泊，位於該國西南部，由勃蘭登堡州負責管轄，處於烏克馬克縣，面積0.2平方公里，海拔高度52.5米，最大水深7米。